# ライオンズハート
ライオンズハート（Lionsheart）は、イングランド出身のヘヴィメタル・バンド。
元グリム・リーパーのボーカリスト、スティーヴ・グリメットとオワーズ兄弟を中心に結成し、1992年にデビュー。主に日本で成功を収めた。

## 来歴
1990年イングランド・チェルトナムで、ヘヴィメタル・バンド「グリム・リーパー」や「オンスロート」のボーカリストとして知られていたスティーヴ・グリメットが、Fury and Toucheというバンドで活動していた、オワーズ兄弟と共に結成。
さらにメンバーを加えて、1992年にアルバム『ライオンズハート』でデビュー。しかし同年にオワーズ兄弟が、リリアン・アクスのツアーに参加するために脱退し、早くもメンバー交代を余儀なくされる。

### 日本での成功
翌年には日本でもアルバムをリリース。当時のロック・シーンではグランジ・オルタナティブロックが流行し、ヘヴィメタル系のミュージシャンにも大きな影響を及ぼしていた。
そんな中でも、正統派ブリティッシュ・ヘヴィメタルの系譜を色濃く意識したサウンドは日本で歓迎され、『BURRN!』誌がデビュー前から繰り返し取り上げるなど、新人としては異例の扱いを受けた。しかし、オワーズ兄弟の突然の脱退により急遽新メンバーを加えて行った来日公演は露骨なリハーサル不足が露呈し、クオリティの低いパフォーマンスを見せてしまい、ファンを大きく失望させる結果となってしまう。

### 活動休止
1995年、続くセカンド・アルバム『プライド・イン・タクト』も、日本で10万枚を売り上げるなどヒットしたが、母国では小規模なライブツアーを成功させたぐらいで、殆ど注目されなかった。
サード・アルバムのリリースは、レコード会社とのトラブル等で1998年まで遅れ、商業的にも成功せずバンドは休止状態となる。グリメット自身は、ソロ活動などに移行していった。

### 再始動
2000年頃からバンドは再始動し、2004年に4rhアルバム『アビス』を米国・テキサスのMetaledge Recordsから発表。フロンティアーズ・レコードから世界発売もされた。その後、グリメットは、再びソロ活動に重点を置いて「スティーヴ・グリメット・バンド」を立ち上げたため、「ライオンズハート」はそのまま内包された状態となり自然消滅。イアン・ナッシュだけが残留して、グリメット主宰の新生グリム・リーパーに移行した。

## メンバー
最終メンバー
- スティーヴ・グリメット (Steve Grimmett) - ボーカル (1990年-2005年頃) ♰RIP 2022
- イアン・ナッシュ (Ian Nash) - ギター (2000年-2005年頃)
- スティーヴ・ヘイルズ (Steve Hales) - ドラムス (2000年-2005年頃)
- エディー・マーシュ (Eddie Marsh) - ベース (2000年-2005年頃)

### 旧メンバー
- マーク・オワーズ (Mark Owers) - ギター (1990年-1992年)
- スティーヴ・オワーズ (Steve Owers) - ベース (1990年-1992年)
- アンソニー・クリスマス (Anthony Christmas) - ドラムス (1990年-1995年)
- グラハム・コレット (Graham Collett) - キーボード (1990年-1998年)
- ニック・バー (Nick Burr) - ギター (1992年-1997年)
- ザック・バッジョン (Zak Bajjon) - ベース (1992年-1997年)
- マイク・オブライエン (Mike O Brien) - ドラムス (1995年-1998年)

## ディスコグラフィ

### スタジオ・アルバム
- 『ライオンズハート』 - Lionsheart (1992年)
- 『プライド・イン・タクト』 - Pride In Tact (1994)
- 『アンダー・ファイヤー』 - Under Fire (1998年)
- 『アビス』 - Abyss (2004年)

### ライブ・アルバム
- 『ライジング・サンズ』 - Rising Sons - Live In Japan 1993 (2000年)